# Сакар
Сака̀р, известна и със старите си имена Мастейра (от тракийски „свещена планина“) и Авролева (от 29 юни до 23 юли 1942 г. Бранница) е куполообразна планина в Югоизточна България (Хасковска и Старозагорска област) и най-северозападната част на Европейска Турция.

## Географска характеристика

### Географско положение, граници, големина
Планината се простира от северозапад на югоизток на протежение от 75 km, а ширината ѝ в средата достига до 35 km. Разположена е между долината на река Марица на югозапад, която я отделя от крайните североизточни разклонения (ридовете Гората, Градище и Хухла) на Източните Родопи и долината на река Сазлийка на запад, която я отделя от Горнотракийската низина. На изток Сремският пролом на река Тунджа я отделя от Дервентските възвишения, а на югоизток в Европейска Турция крайните ѝ ниски ридове достигат почти до град Одрин. На север се простира до долините на реките Соколица (ляв приток на Сазлийка) и Синаповска, а в района на село Орлов дол, чрез много ниска седловина се свързва с Манастирските възвишения.

### Релеф, геоложки строеж
Билото на планината, от северозапад на югоизток е очертано от плоски върхове, като на югозапад и североизток от тях се отделят дълги и стръмни ридове, които достигат до граничните долини на реките. Най-високата точка на Сакар и на цяла Югоизточна България е връх Вишеград (856,1 m), разположен в географския център на планината.
По голямата част от планината представлява гранитен батолит, ограден от метаморфна мантия – гнайси, амфиболити и шисти. На тази база са и малките находища на полиметални руди без промишлено значение. Съвременният облик на релефа се формира през горния терциер и кватернера под влияние на епейрогенните движения и ерозионно-денудационните процеси.

### Климат и води
Климатът на Сакар е преходно-средиземноморски. Отводнява се от множество реки притоци на Сазлийка (Соколица и Главанска река), Марица (Бакърдере, Голяма река, Левченска река, Ченгенедере, Каламица, Кемал и др) и Тунджа (Синаповска река, Бозашка река, Карабашка река и др.).

### Почви, растителност и животински свят
Преобладаващите почви са предимно излужени и оподзолени канелени горски, на места силно ерозирани. Билото и склоновете са покрити с широколистни гори и обширни пасища. Тя е един от най-богатите райони в България на много грабливи птици, които са на изчезване. Това прави планината важно място за екологията и защитата на българската флора и фауна.

## Стопанство
В региона на Сакар се намира изключително подходящия „тероар“ за отглеждане на лозя. Там се правят най-реномираните нови български червени вина от сортовете Мерло, Каберне Совиньон и Сира, получили признание от световноизвестни дегустатори.

## История, забележителности
Сакар е планина, обитавана от древността. Легендите говорят, че за известно време тук се е подвизавал Индже войвода – легендарен кърджалийски главатар, който обръща гръб на бандитстването и се превръща в един от най-известните хайдушки предводители в България.
В района на планината най-големи традиции има в областта на ловния и риболовния туризъм. Из местностите около Тополовград има много ловни хижи с опитни водачи, които могат да ви препоръчат различни маршрути за лов на дивеч.
Най-големите културно-исторически забележителности в района на Сакар са мегалитните паметници от II хилядолетие пр. Хр. – долмените, Устремският манастир „Св. Троица“, известен още и с името Хайдушки, защото строежът му е свързан с Индже войвода и Кара Колю, паметник на културата, крепостта Маточина и близките до нея две скални църкви от Х в., светилището крепост Палеокастро, войнишкият паметник на убитите в Балканската война на връх Вълча крепост (Курткале).
Природните забележителности са още по-многобройни: каскадните потоци в местността „Казанките“, скалните феномени: Орлето, Костенурката и връх Карталката, пещерата „Бабини бозки“, красивото поречие Тесните скали (Даркая) и общо 7 защитени територии – 1 местност, наречена „Бакърлия“, и 6 природни забележителности.

## Селища
По склоновете и подножията на планината на територията на България са разположени 1 град и 58 села, а на територията на Турция 5 села.
- Област Стара Загора – 6 села:
  - Община Гълъбово – 6 села: Главан, Искрица, Медникарово, Мъдрец, Обручище и Помощник.
- Област Хасково – 1 град и 52 села:
  - Община Любимец – 4 села: Васково, Георги Добрево, Йерусалимово и Оряхово;
  - Община Свиленград – 19 села: Варник, Дервишка могила, Димитровче, Костур, Левка, Лисово, Маточина, Михалич, Младиново, Момково, Мустрак, Пашово, Пъстрогор, Равна гора, Райкова могила, Сладун, Студена, Чернодъб и Щит;
  - Община Симеоновград – 5 села: Дряново, Навъсен, Свирково, Троян и Тянево;
  - Община Тополовград – 1 град и 13 села: Българска поляна, Капитан Петко войвода, Княжево, Мрамор, Орешник, Орлов дол, Планиново, Присадец, Радовец, Сакарци, Тополовград, Устрем, Филипово и Хлябово
  - Община Харманли – 11 села: Богомил, Браница, Българин, Доситеево, Дрипчево, Изворово, Коларово, Овчарово, Рогозиново, Черепово и Шишманово.

## Транспорт
През планината, по нейните склонове и подножия преминават участък от автомагистрала „Марица“ и участъци от 5 пътя от Държавната пътна мрежа.
- По цялото югозападно подножие на Сакар от Харманли до село Генералово преминава участък от автомагистрала „Марица“;
- От север на юг, през западната ѝ част, от село Мъдрец до Свиленград, на протежение от 51,4 km – участък от второкласен път № 55 Дебелец – Нова Загора – Свиленград;
- От югозапад на североизток, от Харманли до село Княжево, на протежение от 61 km – участък от второкласен път № 76 Харманли – Тополовград – Елхово;
- От северозапад на югоизток, на протежение от 21,8 km – участък от третокласен път № 559 Полски Градец – Тополовград – Устрем;
- От север на юг, в източната ѝ част, между селата Княжево и Маточина, на протежение от 40,3 km – целият участък от третокласен път № 761;
- От югозапад на североизток, от град Любимец до „Голямата звезда“, на протежение от 21,4 km – целият участък от третокласен път № 809;

## Други
На Сакар планина е наречена улица в квартал „Манастирски ливади“ в София (Карта).

## Топографска карта
- Лист от карта K-35-64. Мащаб: 1 : 100 000.
- Лист от карта K-35-65. Мащаб: 1 : 100 000.
- Лист от карта K-35-76. Мащаб: 1 : 100 000.
- Лист от карта K-35-77. Мащаб: 1 : 100 000.
- Лист от карта K-35-78. Мащаб: 1 : 100 000.